# Saint-Laurent-Nouan
Saint-Laurent-Nouan é uma comuna francesa na região administrativa do Centro, no departamento Loir-et-Cher. Estende-se por uma área de 60,7 km². Em 2010 a comuna tinha 4 436 habitantes (densidade: 73,1 hab./km²).